# Lepidolite

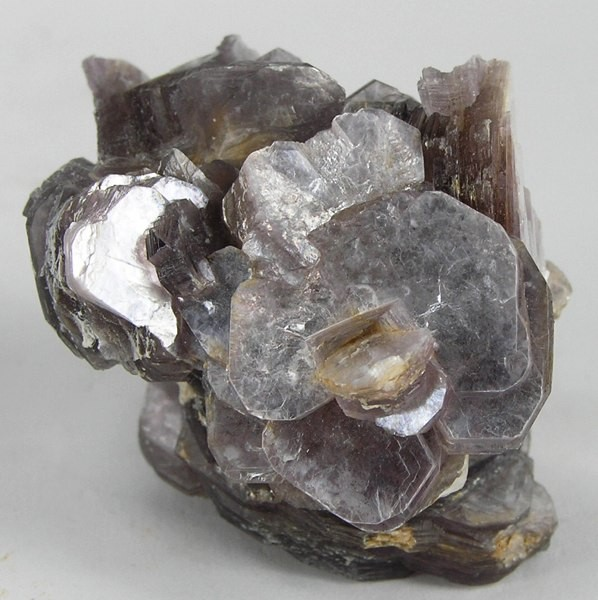
Cristal de lepidolita

Lepidolite ou lepidolita (KLi2Al(Al,Si)3O10(F,OH)2) é um mineral de cor lilás ou rosa-violáceo do grupo dos filossilicatos. Faz parte do grupo das micas, sendo uma fonte secundária de lítio. Ocorre associado com outros minerais portadores de lítio como espodúmena em corpos pegmatíticos. É uma das principais fontes dos raros metais alcalinos rubídio e césio.

## Propriedades físicas
Cor: violeta, lilás, rosa pálido a branco, por vezes cinzento ou amarelo.
Brilho: vítreo a nacarado.
Transparência: transparente a translucente.
Sistema de cristalização: monoclínico 2/m.
Hábito cristalino: cristais tabulares a prismáticos com terminação pinacoidal proeminente. Forma "livros" pseudo-hexagonais. Também micáceo ou em massas granulares.
Clivagem: perfeita na direção perpendicular ao eixo-c.
Fractura: desigual.
Dureza: 2,5
Peso específico: >2,8
Traço: branco.
Minerais associados: quartzo, feldspato, espodúmena, ambligonite, turmalina.
Ocorrências notáveis: Brasil; Montes Urais, Rússia; Califórnia, Estados Unidos.
Em Portugal pode encontrar-se, por exemplo, nas zonas de Fornos de Algodres e Fundão.

## História
Em 1930, Fred Allison  do Alabama Polytechnic Institute anunciou a descoberta do elemento de número atômico 87  em amostras dos minerais lepidolita e polucita. Nesta época, eram conhecidos todos os elementos até o número atômico 92, exceto os de número 85 e 87. Em 1934, H.G. MacPherson da University of California, Berkeley desmentiu esta descoberta.